# Lev Tschugaeff
Lev Alexandrovitch Tschugaeff (russe : Лев Александрович Чугаев), né le 16 octobre 1873 à Moscou et mort le 26 septembre 1922 à Griazovets, est un chimiste russe connu pour ses travaux en chimie organique et minérale. Ses recherches sur les terpènes et le camphre l'ont notamment amené à décrire la réaction d'élimination qui porte aujourd'hui son nom, tandis que ses travaux pionniers sur la chimie de coordination du platine l'ont hissé au rang de spécialiste du domaine.

## Biographie
Lev Tschugaeff naît le 16 octobre 1873 (le 4 octobre selon le calendrier julien alors en usage en Russie) au sein d'une famille domiciliée rue Miasnitskaïa (ru), à Moscou. Fils du professeur de physique Alexandre Formitch Tschugaeff et de son épouse d'origine grecque Anna Dimitrievna Glika, il est également le plus jeune demi-frère du chimiste Vladimir Ipatiev, né du premier mariage de sa mère avec Nikolaï Ipatiev. 
Éduqué dans un premier temps à domicile, le jeune Tschugaeff parle couramment l'anglais, l'allemand et le français. Après un parcours primaire dans une académie militaire, il intègre l'université de Moscou, où il étudie la chimie minérale sous la direction d'Ivan Kabloukov (ru) et la chimie organique auprès de Nikolaï Zelinski, avec lequel il publie son premier article scientifique en 1895. Cette même année, il obtient son diplôme et intègre le laboratoire chimique de l'Institut bactériologique en qualité d'assistant : il y grimpe les échelons jusqu'à en prendre la tête. 
Après avoir décroché sa maîtrise en chimie en 1903 grâce à ses recherches sur les terpènes et le camphre, au cours desquelles il met au point la méthode de pyrolyse des xanthates aujourd'hui connue sous le nom de réaction de Tschugaeff, il découvre en 1905 le précipité écarlate formé par la réaction entre l'ion nickel (II) et la diméthylglyoxime, travaux récompensés d'un doctorat l'année suivante. 
Tschugaeff enseigne à l'université technique de Moscou entre 1904 et 1908, puis à l'université de Saint-Pétersbourg à partir de 1908. Il y occupe la prestigieuse chaire de chimie minérale, qui compte notamment parmi ses précédents titulaires le créateur de la classification périodique des éléments, Dmitri Mendeleïev. Il dirige également à partir de 1918 l'Institut pour l'étude du platine et des métaux nobles, domaine auquel il a grandement contribué par ses recherches,  et cofonde l'Institut scientifique et technique de nutrition (créé en 1918) et l'Institut de chimie appliquée (créé en 1919).
Durant la révolution russe, Tschugaeff fait déménager son épouse et ses deux fils à Vologda, à environ 400 km au nord de Moscou, en raison de la dégradation des conditions de vie à Saint-Pétersbourg (rebaptisée Petrograd). Resté dans cette ville, il leur rend régulièrement visite. C'est au cours de l'une de ces visites qu'il contracte la fièvre typhoïde, qui l'emporte le 26 septembre 1922 à l'âge de 48 ans. Le prix Lénine lui est attribué à titre posthume en 1927 ; par ailleurs, depuis 1969, l'Académie des sciences de Russie récompense les travaux remarquables en chimie de coordination par un prix portant son nom (ru).

## Travaux

### Biochimie et chimie organique

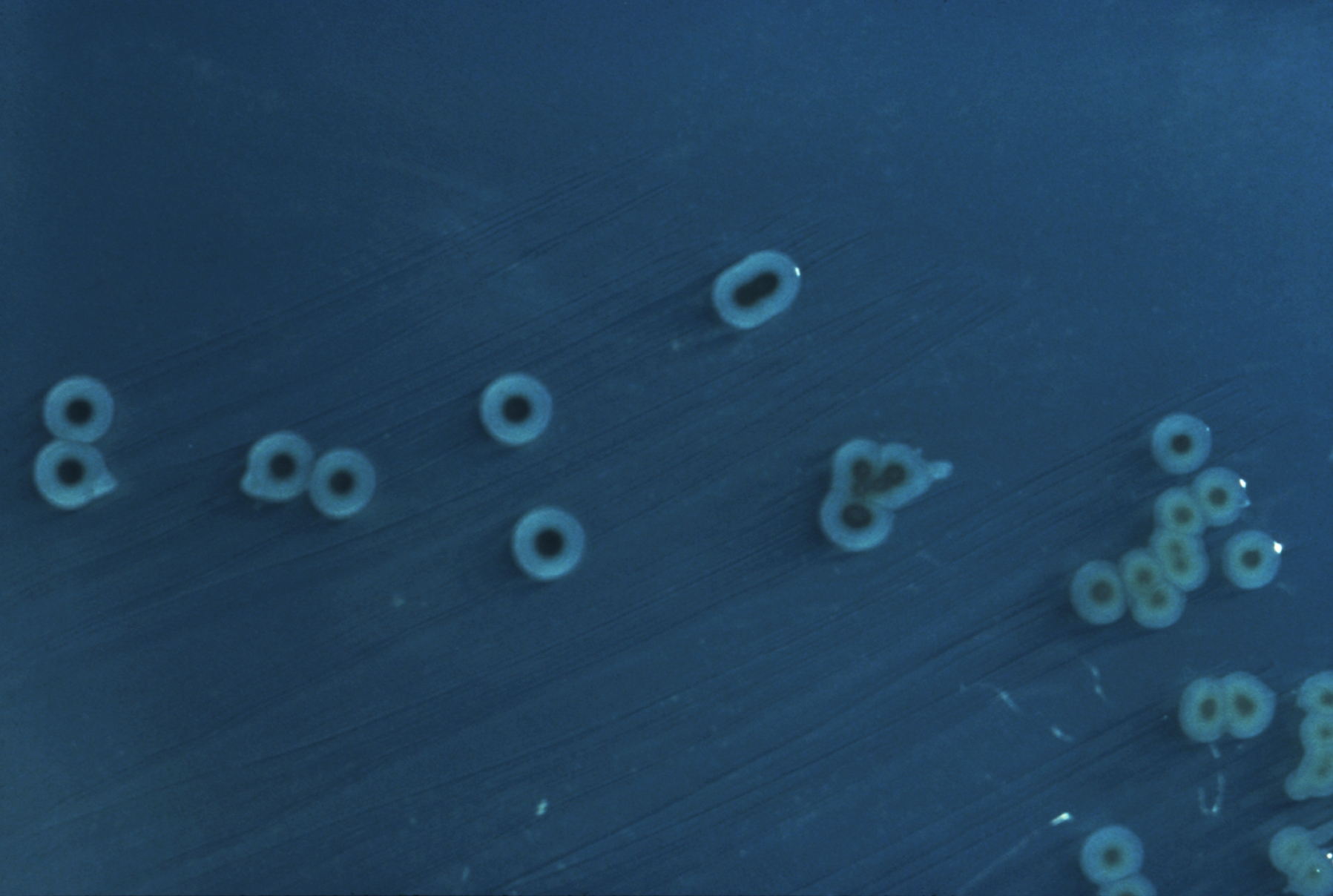
Salmonella enterica enterica, bactérie transmettant la fièvre typhoïde.

Les premiers travaux de Tschugaeff sont d'ordre biochimique et microbiologique : il étudie les bactéries phosphorescentes, la triboluminescence et les liens entre la structure des poisons et leur toxicité. Il découvre également une réaction chimique permettant de distinguer les bactéries intestinales Escherichia coli, généralement inoffensives, de la bactérie responsable de la fièvre typhoïde (maladie qui causera précisément sa mort deux décennies plus tard). 
En 1899, il entame des recherches sur la chimie des terpènes : ce sera l'objet en 1903 de sa thèse de maîtrise, intitulée « Recherches dans le domaine des terpènes et du camphre » (en russe : Issledovania v oblasti terpenov i kamfory). Il y présente une méthode d'oléfination novatrice, dite « xanthogène », consistant en la déshydratation d'alcools par passage par des intermédiaires xanthates sous l'action du disulfure de carbone. Cette réaction, qui passera à la postérité sous le nom d'élimination de Tschugaeff, permet à son découvreur de synthétiser pour la première fois une multitude de nouveaux terpènes ; elle se hissera par la suite au rang de méthode classique d'oléfination en chimie organique. 

Mécanisme de la réaction de Tschugaeff.

Tschugaeff s'intéresse par la suite aux propriétés optiques, et notamment au pouvoir rotatoire, des composés organiques. Certains présentent en effet une activité optique anormale, que le chimiste cherche à expliquer. Ses recherches le conduisent à édicter en 1908 la règle dite de la distance : plus une molécule présente une partie inactive proche de son centre stéréogène, plus son pouvoir rotatoire est élevé. À cette découverte s'ajoute en 1911 celle d'un nouveau type de dispersion rotatoire due à la superposition des effets optiques antagoniques de deux centres stéréogènes au sein des molécules d'un composé,. Enfin, il développe avec Fiodor Zerewitinoff (ru) une méthode de détermination des hydrogènes mobiles des composés organiques connue sous le nom de méthode de Tschugaeff-Zerewitinoff (ru).

### Chimie de coordination

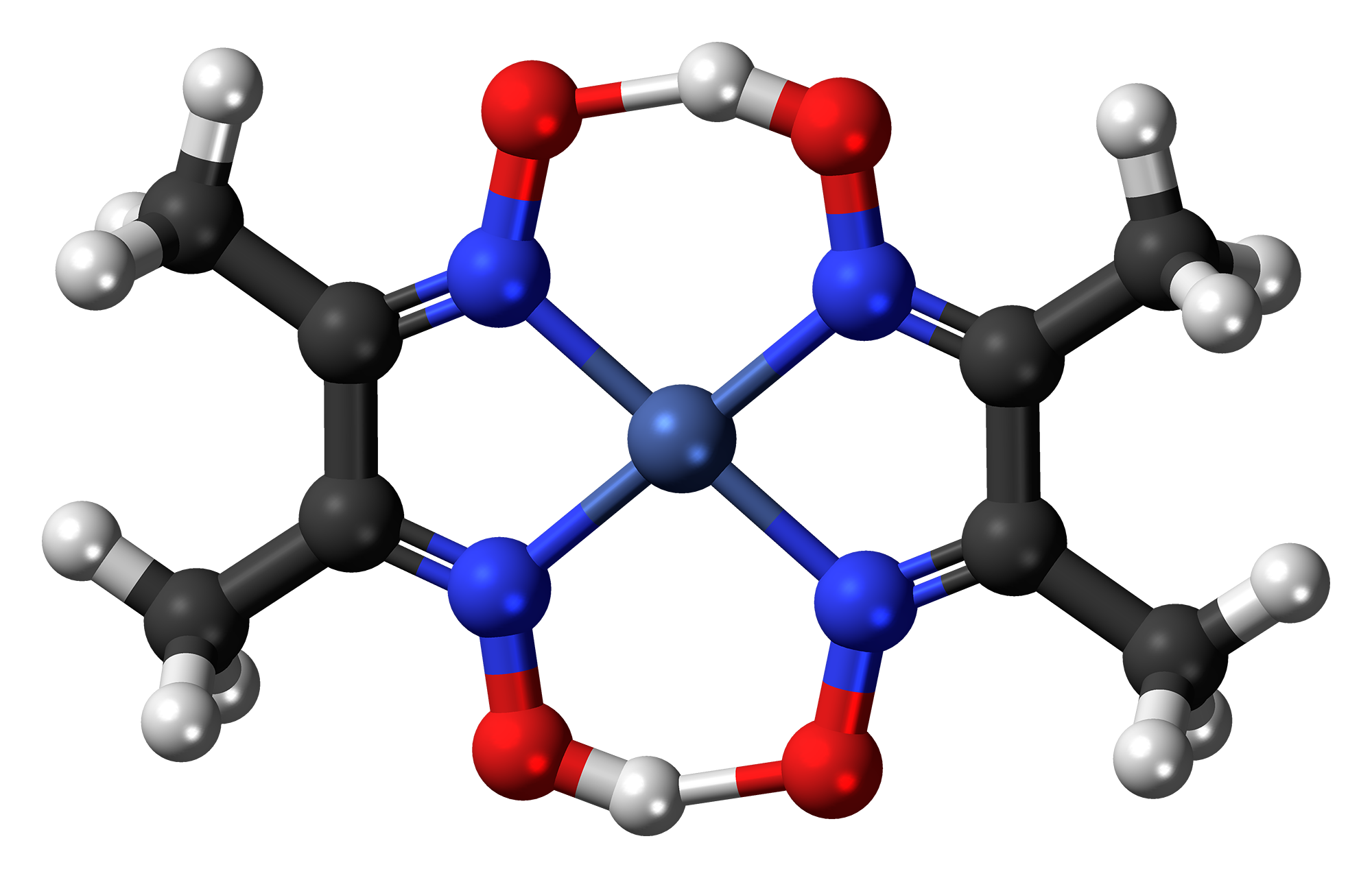
Complexe formé par la réaction entre la diméthylglyoxime et l'ion nickel (II).

La première contribution de Tschugaeff au domaine de la chimie de coordination remonte à 1905, lorsqu'il découvre que la présence d'ions nickel (II) dans une solution peut être mise en évidence par l'introduction dans le milieu de diméthylglyoxime (ou « réactif de Tschugaeff »), les deux composés réagissant alors pour former un précipité écarlate. Il s'agit du premier test caractéristique organique permettant de détecter un ion métallique en solution. Reprise en 1906 dans sa thèse « Recherche dans le domaine des composés complexes » (Issledovanié v Oblasti Kompleksnykh Soïedineni), cette découverte permet à Tschugaeff d'obtenir son doctorat.
Cette même année 1906, le chimiste démontre que la théorie de la tension de cycle de Baeyer est applicable aux complexes de coordination : en effectuant cette application, il met en évidence la plus grande stabilité des cycles à cinq ou six chaînons vis-à-vis de ceux à trois ou quatre chaînons (propriété parfois appelée la « loi de Tschugaeff sur les cycles »). En 1908, il conclut que la formation de complexes cycliques dépend de la stéréochimie de ses composants, un résultat inédit pour l'époque.
Les recherches de Tschugaeff s'orientent ensuite vers la chimie du platine. S'intéressant aux complexes de coordination des sulfures et disulfures organiques, il remet en cause la théorie de Werner, qui ne prédit que deux stéréoisomères (cis et trans) pour les composés du type [MA2B2] à géométrie plane carrée, en montrant en 1910 que le troisième isomère (γ) du complexe [Pt(Me2S)2Cl2] peut en fait être considéré comme un isomère de « polymérisation » électrolytique plutôt qu'un véritable stéréoisomère. En parallèle, il prouve expérimentalement sa loi sur les cycles en suivant par conductimétrie différentes réactions de complexation de monosulfures et de disulfures sur le platine : la comparaison de la stabilité des systèmes cycliques ainsi obtenus lui permet de montrer que, conformément à sa théorie, les complexes des disulfures sont plus stables que ceux des monosulfures.

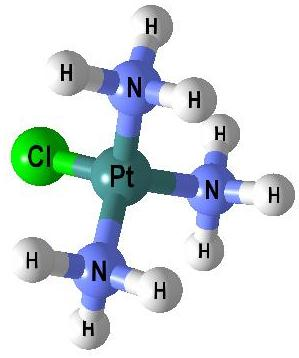
Triammine de Cleve, [Pt(NH_{3})_{3}Cl], dont Tschugaeff découvre une nouvelle méthode de synthèse.

Tschugaeff apporte également d'importantes contributions à la chimie des complexes du platine (IV) avec des ligands ammines  : il est en effet le premier à synthétiser, en 1915, les complexes chloropentaammine, prédits par la théorie de Werner mais jamais isolés jusqu'alors. En 1920, il obtient notamment pour la première fois le chlorure de chloropentaammineplatine (IV) [Pt(NH3)5Cl]Cl3, officiellement baptisé « sel de Tschugaeff » cinq ans plus tard lors du quatrième congrès Mendeleïev. En s'intéressant aux propriétés acido-basiques des complexes du platine (IV) avec les ammines, le chimiste découvre dans les années qui suivent une nouvelle série de complexes inédits, dont des acidoamidotétraammines et des hydroxopentaammines de platine (IV), ainsi que des composés contenant des ligands aminoacétals, nitriles, isonitriles, hydroxylamines, H2O, sulfites et hydrazines dont il est le premier à déterminer la structure. En plus de développer ces nouveaux complexes, il effectue de nombreuses avancées dans l'étude de leurs propriétés redox et acido-basiques, et améliore les méthodes de synthèse des composés déjà existants comme la triammine de Cleve [Pt(NH3)3Cl]Cl ou K3PtCl4.

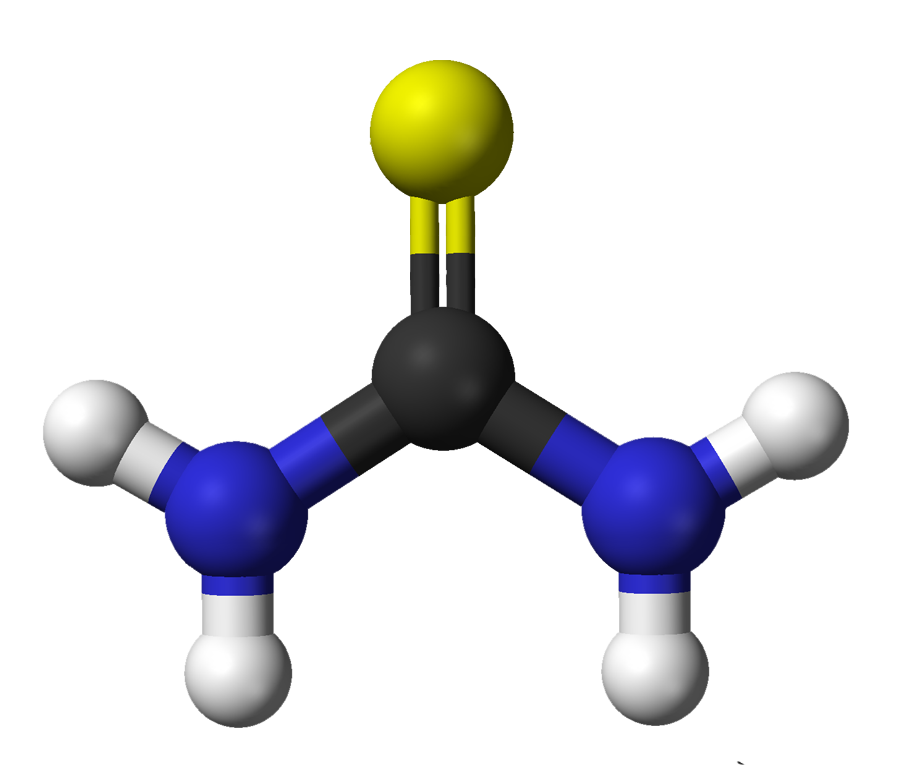
Molécule de thiocarbamide, utilisée par Tschugaeff comme test caractéristique de la présence d'osmium en solution aqueuse.

Outre cet intérêt pour les complexes du platine, Tschugaeff mène également des recherches sur les complexes d'autres métaux aux propriétés voisines, dits du « groupe du platine ». De la même manière que pour le nickel, il met au point en 1918 un test caractéristique organique permettant de détecter l'osmium en solution : en présence de thiocarbamide, il forme le complexe rouge vif [Os(NH2CSNH2)6]Cl3•H2O, dont la formation permet de détecter une teneur en osmium dans l'eau de l'ordre du cent-millième. Dans le même temps, il obtient pour la première fois des composés cristallins de type M2[OsO4(OH)2] et les composés instables M2[OsO4F2], puis développe une nouvelle méthode de détection de l'iridium en présence d'autres métaux du groupe platine, avec une sensibilité de l'ordre du six-millionième. Il étudie également la chimie du palladium (recherches sur les complexes avec des ligands monosulfures et disulfures) et du rhodium (découverte de nouveaux complexes et d'une synthèse catalytique du formiate de sodium).
Durant la Première Guerre mondiale, Tschugaeff met au point avec ses étudiants Vitali Khlopine (ru) et Viatcheslav Lebedinski (ru) des méthodes industrielles de raffinage du platine, utilisé dans la production d'acide sulfurique, et des autres métaux de son groupe. Le platine russe, ressource hautement stratégique, étant alors exporté sous forme de minerai brut, Tschugaeff attire l'attention des autorités russes sur l'intérêt d'établir un monopole d'État sur cette matière première en développant sa production et son traitement directement sur le sol national. Il propose pour cela la création d'un institut de recherche et développement sur le sujet : ce sera l'Institut pour l'étude du platine et des métaux nobles (Institout po Izoutcheniou Platiny i Drougikh Blagorodnykh Metallov), fondé en 1918 avec Tschugaeff à sa tête. Son but est de favoriser la collaboration entre le monde scientifique et l'industrie russe du platine. Sa revue, Izvestia Institouta po Izoutcheniou Platiny i Drougikh Blagorodnykh Metallov (« Actes de l'Institut pour l'étude du platine et des métaux nobles »), lancée en 1920, concentrera pendant plus de dix ans l'essentiel de la littérature scientifique russe sur les métaux du groupe platine.

## Étudiants
Parmi les étudiants de Tschugaeff, on compte notamment :
- Ilia Ilitch Tcherniaïev (1893-1966), découvreur de l'effet trans ;
- Alexandre Abramovitch Grinberg (ru) (1898-1966), chimiste de coordination spécialiste du platine ;
- Vitali Grigorievitch Khlopine (ru) (1890-1950), radiochimiste ;
- Viatcheslav Vassilievitch Lebedinski (ru) (1888-1956), inventeur de méthodes de purification des composés du groupe platine ;
- Fiodor Vassilievitch Zerewitinoff (ru) (1874-1947), chimiste organicien à l'origine d'avancées en chimie alimentaire et co-inventeur de la méthode de Tschugaeff-Zerewitinoff (ru).